# Brienne-sur-Aisne
 Brienne-sur-Aisne  es una comuna y población de Francia, en la región de Champaña-Ardenas, departamento de Ardenas, en el distrito de Rethel y cantón de Asfeld.
Su población en el censo de 1999 era de 160 habitantes.
Está integrada en la Communauté de communes de l'Asfeldois .
La salida del río Aisne de esta comuna, a 57 m s. n. m., es el punto más bajo del departamento de Ardenas.
- Datos: Q335252
- Multimedia: Brienne-sur-Aisne / Q335252

1. ↑  Worldpostalcodes.org, código postal n.º 08190.
2. ↑  INSEE, Datos de población para el año 2012 de Brienne-sur-Aisne (en francés).